# Гервасий (Георгиев)
Митрополит Гервасий (в миру Генчо Георгиев; 1838, Габрово — 4 апреля 1919, Сливен) — Болгарской Православной Церкви, митрополит Сливенский.

## Биография
Родился в 1838 году в Габрове в большой семье. Окончил пятилетнее Габровское училище. Продолжил образование в Пирдопе.
В 1854 году вместе с братом монахом Феофаном пришёл в Хиландарский монастырь на Афоне и стал послушником. В марте 1858 года принял монашеский постриг.
В 1859 году был рукоположен во иеродиакона и направлен на обучение в духовное училище в Карее, столице Афона.
В 1863 году рукоположён во иеромонаха, служил в соборном храме Хиландара.
В июне 1866 года был направлен представителем Хиландара на приход в город Станимак (ныне Асеновград).
С 1867 по 1873 год — игумен Араповского монастыря святой Недели, открыл при обители училище. Давал убежище Левскому, Бенковскому и другим революционерам.
28 января 1873 года был хиротонисан во епископа Левкийского, викария Пловдивской епархии.
Во время Апрельского восстания 1876 года организовывал помощь для пострадавших при подавлении восстания, собирал сведения о жестокостях турок по отношению к болгарскому христианскому населению.
После кончины митрополита Пловдивского Панарета с 1883 по 1886 год временно управлял Пловдивской епархией.
В 1886 году экзарх Иосиф (Йовчев) поручил ему управление северными территориями Одринской епархии.
В 1891—1893 годы временно управлял новообразованной Старозагорской епархией в качестве помощника митрополита Сливенского Серафима (Груева).
26 января 1897 года избран, а 2 марта канонически утверждён митрополитом Сливенским.
Пожертвовал 10 тысяч золотых левов на строительство Софийской духовной семинарии. В 1884 года избран пожизненным членом Санкт-Петербургского славянского благотворительного общества. Награждён многими русскими и болгарскими орденами.
Скончался 4 апреля 1919 года в Сливене.